# Kölner Werft

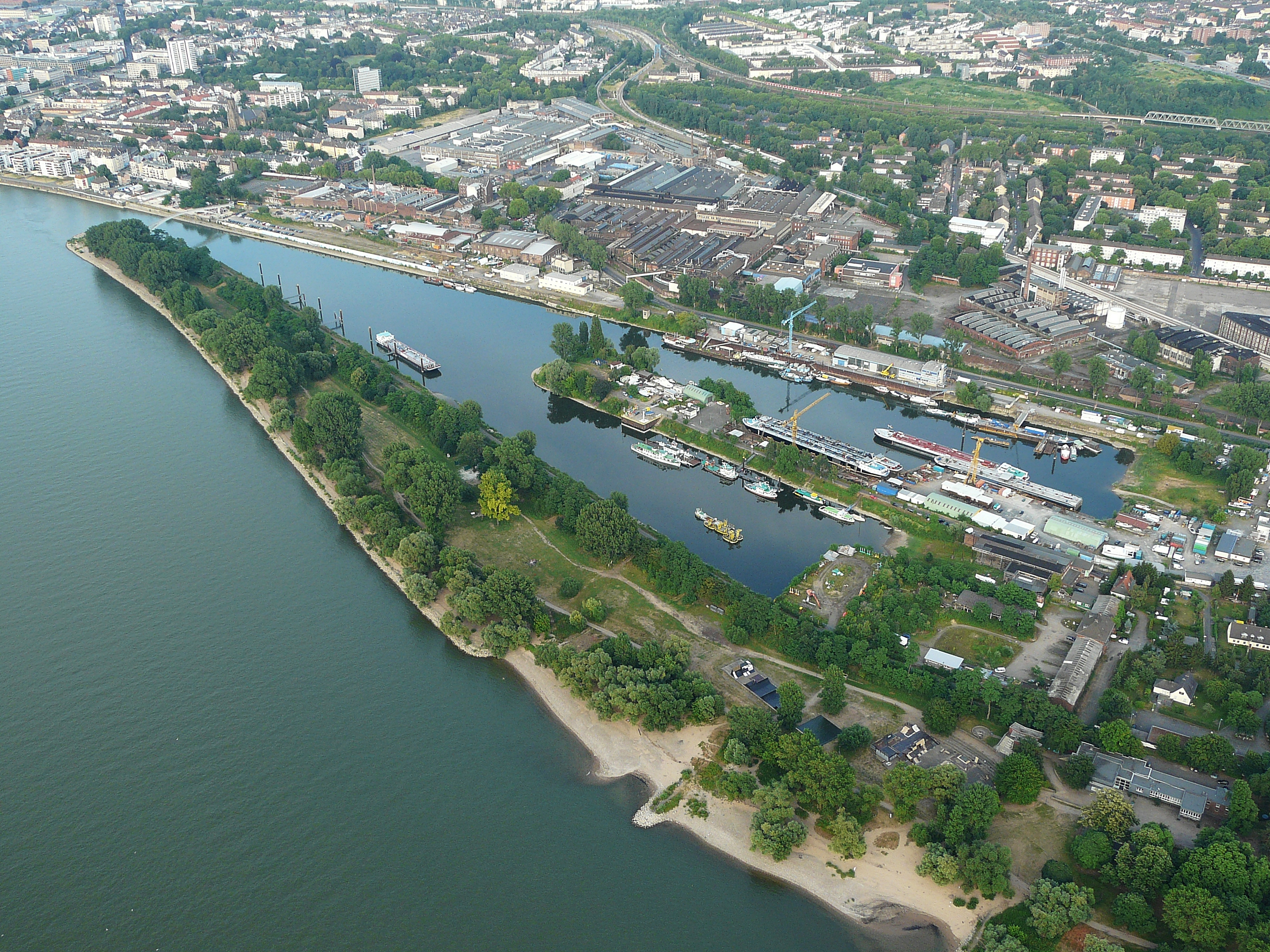
Werftgelände im Mülheimer Hafen

Die Kölner Werft GmbH & Co. Schiffbau KG, E. Berninghaus war ein Binnenschiffswerftunternehmen in Köln am Rhein und Duisburg an der Ruhr.

## Geschichte
Der Betrieb wurde am 1. Dezember 1866 von Ewald Berninghaus als Kesselschmiede in Duisburg gegründet. Das Unternehmen nahm mit der beginnenden Industrialisierung des Ruhrgebiets einen raschen Aufschwung, denn der günstige Standort erlaubte den Transport großer Werkstücke auf dem Wasserweg bis zum Kunden.
Schon bald nahm Berninghaus die Verbindung zum Schiffbau auf, lieferte zunächst Schiffskessel und reparierte die ersten Binnenschiffe und Schuten. Im Jahr 1869 wurde eine Hellinganlage übernommen und 1873 begann der Neubau von Schiffen. Erster Neubau war ein Raddampfer mit 300 PS, danach folgten bis 1875 vier Seilschleppdampfer, die auch als Tauer bezeichnet wurden.

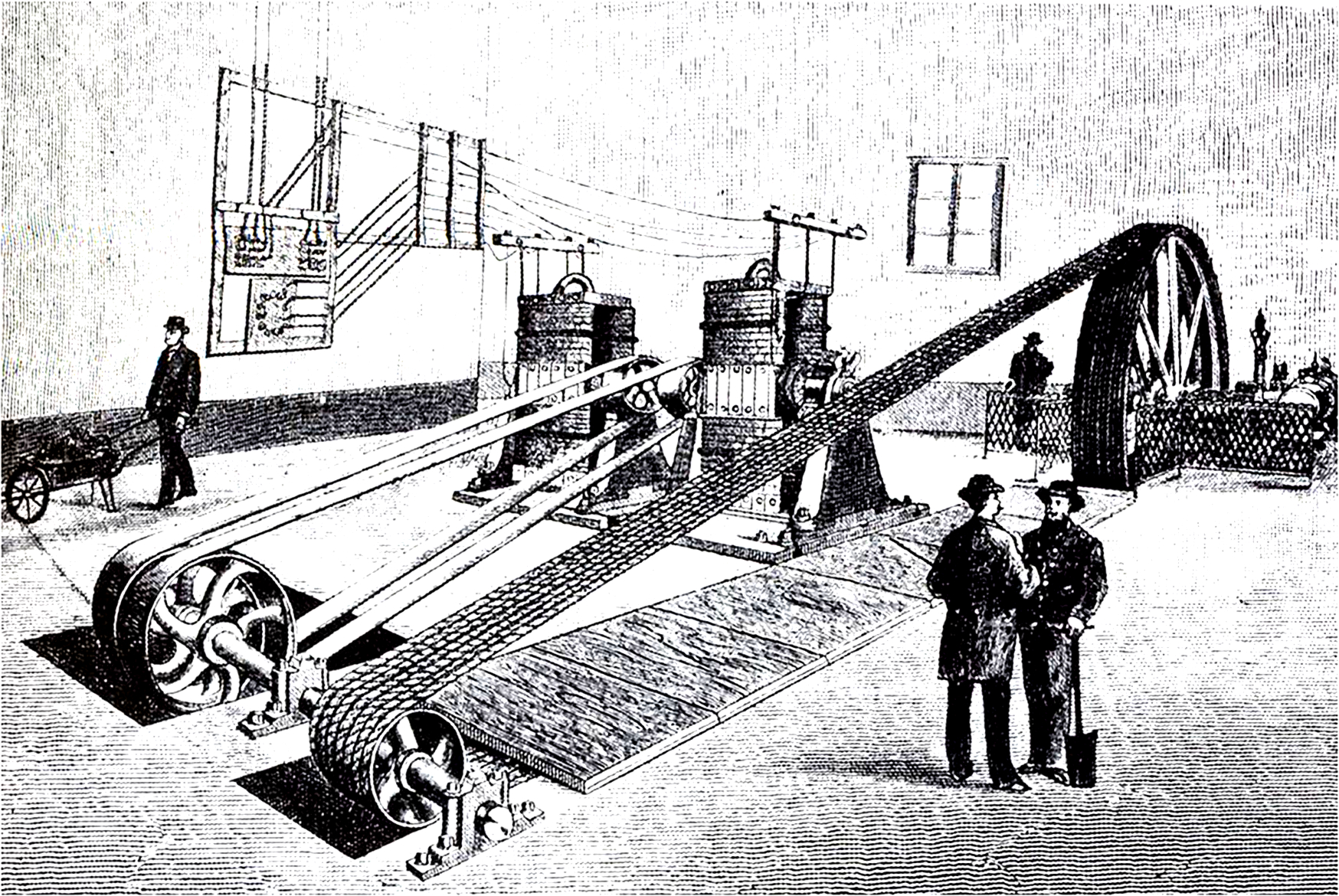
Werkshalle des FOTG-Kraftwerkes von 1884

Die Erfahrungen mit dem Antrieb von Dampfschiffen konnten auch bei anderen Projekten, wie der Kesselanlage des Kraftwerkes der Frankfurt-Offenbacher Trambahn-Gesellschaft (FOTG) angewandt werden. Die elektrischen Komponenten wurden von Siemens & Halske gefertigt. Dieses am 18. Februar 1884 in Betrieb genommene Kohlekraftwerk diente der Stromerzeugung für eine der ersten elektrischen Straßenbahn-Linien der Welt. Gleichzeitig war die FOTG mit Hilfe dieses Kraftwerks sein früher kommunaler Energieversorger, der die erste Elektrizität an Unternehmen und private Haushalte in Oberrad lieferte.
Nach dem Tod des Firmengründers übernahm sein Sohn Caspar Berninghaus 1885 die Leitung des Unternehmens. Caspar Berninghaus wurde eine der profiliertesten Persönlichkeiten des deutschen Binnenschiffbaus. Sein Name ist verbunden mit der Anwendung der Modellversuchstechnik zur Entwicklung günstiger Binnenschiffsformen und mit der Verbesserung der damals vorherrschenden Schaufelräder. Für seine praktischen und wissenschaftlichen Arbeiten auf dem Gebiet der Schiffstechnik wurde Dr. h. c. Caspar Berninghaus 1924 vom Verein zur Wahrung der Schiffahrtsinteressen mit der „Rheinflagge“ ausgezeichnet.
Im Jahr 1890 wurde die traditionsreiche Dampfschiffswerft von Franz Haniel übernommen und 1929 auch die in Köln-Deutz gelegene Binnenschiffwerft der Sachsenberg-Werke. In Köln entstanden in den 1930er Jahren zahlreiche Fluss-Seeschiffe für den Rhein-See-Dienst und zwei Fahrgastschiffe für den Rhein mit Voith-Schneider-Antrieb.

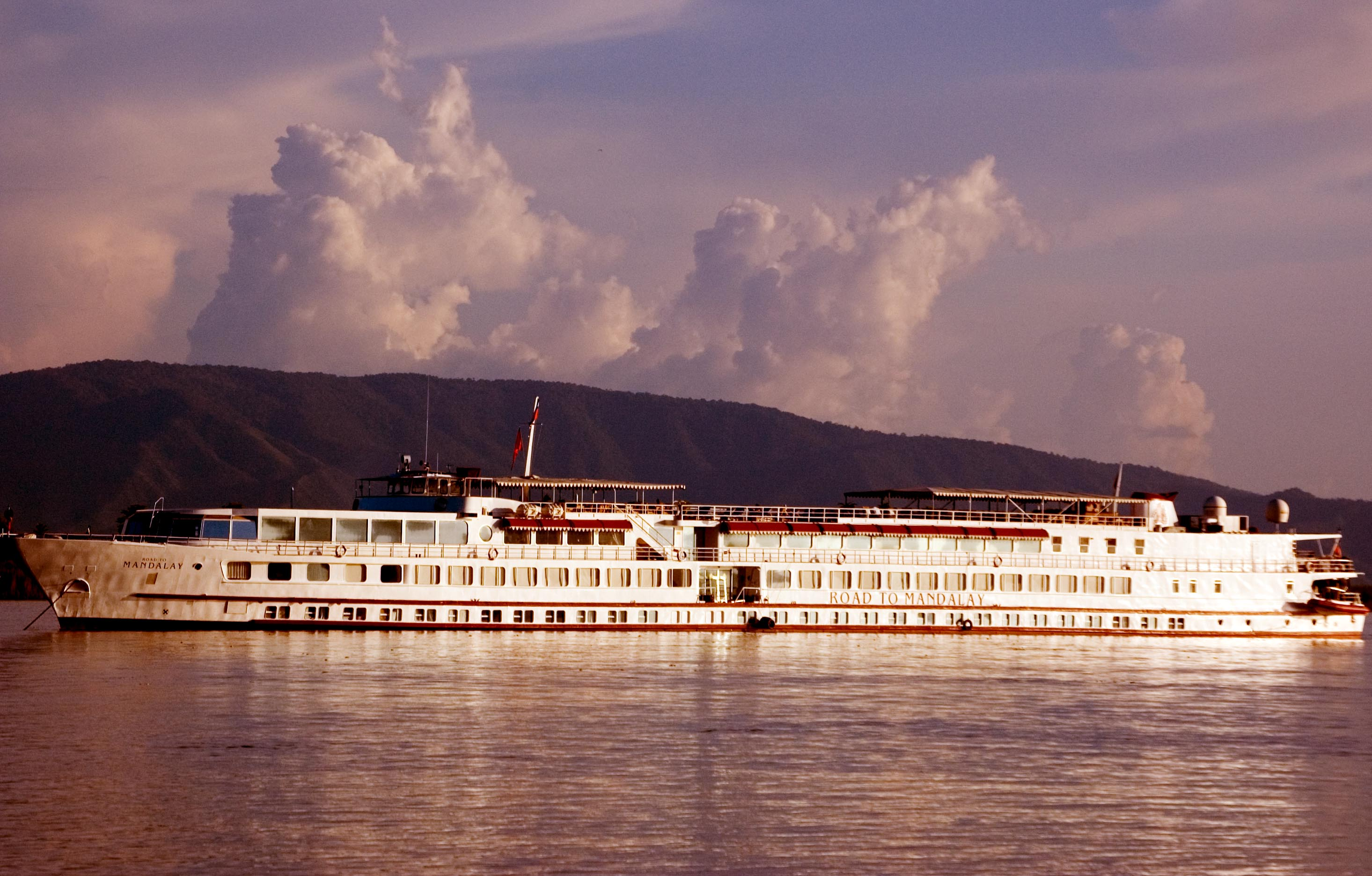
Die 1964 gebaute Nederland fährt heute als Road to Mandalay

Der Duisburger Werftbetrieb leistete in den ersten Kriegsjahren Pionierarbeit durch den Bau von Schleppern, deren Motoren durch Generatorgas betrieben wurden. Nach dem Krieg wurden leistungsstarke Rheinschlepper mit geringem Tiefgang entwickelt und gebaut. Technisches Neuland wurde 1956/57 durch den Bau von zwei Ammoniaktankern beschritten. Danach war der Bau von Spezialschiffen zum Transport von Chemikalien ein wichtiges Standbein der Werft.
Ab 1965 wurde der Schwerpunkt des Schiffbaus nach Köln verlagert, der dortige Werftbetrieb modernisiert und die zunehmende Produktion im Kessel, Behälter- und Apparatebau in Duisburg konzentriert. Neben dem Bau von Binnenschiffen und Schleppern, wurde Berninghaus vor allem durch den Bau von zahlreichen Fahrgastschiffen, insbesondere für die Köln-Düsseldorfer Deutsche Rheinschiffahrt bekannt.
Ausgelöst durch die mangelnde Nachfrage nach Binnenschiffen geriet das Unternehmen mit seinen etwa 150 Beschäftigten Mitte der 1970er Jahre mehr und mehr in Bedrängnis. Im Juli 1976 wurde ein Vergleich beantragt, der aber abgelehnt wurde, so dass kurz darauf ein Konkursverfahren eröffnet werden musste. Daher wurde auch das letzte Schiff der Werft, das 499 BRT große Küstenmotorschiff Capella bei der Gutehoffnungshütte-Werft in Walsum fertiggestellt. Die Werftbetriebe bauten insgesamt 29 Seeschiffe mit rund 7600 BRT, 257 angetriebene Binnenfahrzeuge und 536 Schiffe ohne eigenen Antrieb.